# الشفیه
الشفیه (به عربی: الشفیة) یک منطقهٔ مسکونی در عربستان سعودی است که در استان مدینه واقع شده‌است.